# Atri
Atri (in der Antike Hadria oder Hatria, auch Adria, Atria) ist eine italienische Gemeinde in der Provinz Teramo in der Region Abruzzen, etwa zehn Kilometer von der Küste des Adriatischen Meeres entfernt. Dort wohnen 9935 Einwohner. Die Ortschaft ist Mitglied der Comunità Montana del Vomano, Fino e Piomba.

## Geschichte
In der Antike gehörte Hadria zum Picenum. Die ersten Bewohner der Stadt könnten Illyrer, aber auch Etrusker (als Tochtergründung der Kolonie Adria an der Pomündung?) gewesen sein. Die ältesten archäologischen Zeugnisse (Nekropolen) stammen aus dem 6. Jahrhundert v. Chr. Seit etwa 290 v. Chr. war Hadria römische Colonia latinischen Rechts und prägte eigene Münzen. Nach dem Bundesgenossenkrieg wurde es im 1. Jahrhundert v. Chr. als Municipium neu konstituiert. Aus Hadria stammte die Familie des römischen Kaisers Hadrian, unter dem sie den Namen Colonia Aelia Hadria erhielt. Einige Reste der römischen Stadt sind unter der modernen erhalten, vor allem zwei Zisternen.
Im Mittelalter wurde in Atri ein 1305 eingeweihter Dom errichtet. Für längere Zeit gehörte es der Fürstenfamilie Acquaviva, Herzögen von Atri, bevor es 1757 zum Königreich Neapel kam.

## Sehenswürdigkeiten
Atri gehört zu den schönsten Städten der Abruzzen. Es besitzt viel alte Bausubstanz. Das gesamte Stadtinnere ist auf römischen Ruinen aufgebaut.
Kathedrale Santa Maria Assunta

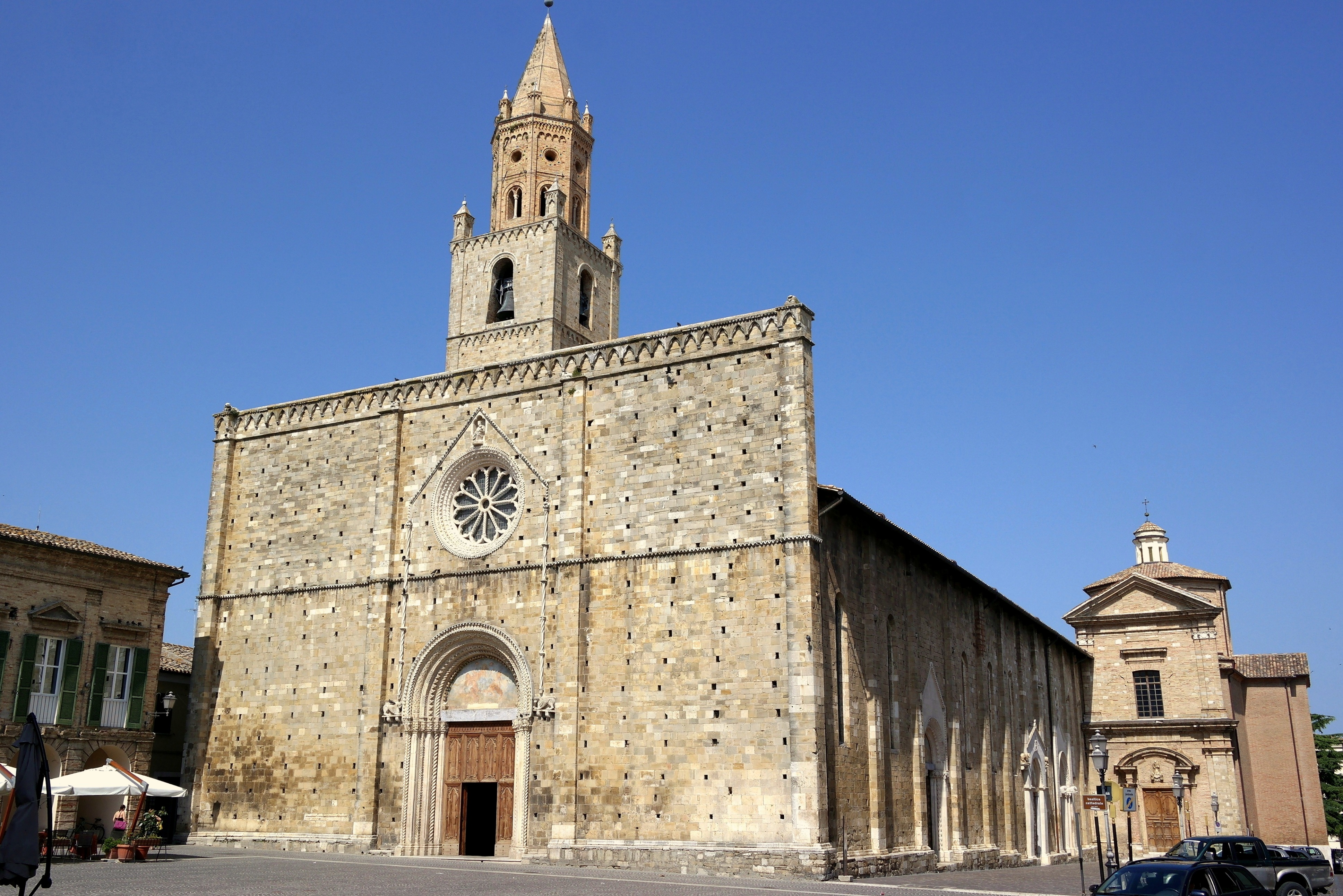
Kathedrale von Atri

Der heutige Dom weist mehrere Vorgängerbauten auf. Begonnen wurde im 2. Jahrhundert mit einer Thermenanlage, die im Mittelalter als Kirche genutzt wurde. Damals war das Bauwerk noch fünfschiffig. In der Mitte des 12. Jahrhunderts gab es einen romanischen Nachfolgebau, ebenfalls fünfschiffig. 1268 wurde der heute noch stehende Campanile mit einer Höhe von 55 Metern errichtet. Der gesamte Bau war zu Beginn des 14. Jahrhunderts beendet, diesmal dreischiffig.
Kunsthistorisch wichtig ist der Freskenzyklus des Andrea de Litio aus den Jahren 1480–1481. Besonders gut erhalten sind im Chor zwei Szenen aus dem Marienleben.
Daneben existieren noch gotische Freskenreste aus dem ausgehenden 13. Jahrhundert mit dem Thema „Unterscheidung der Lebenden von den Toten - drei adlige Jünglinge begegnen zwei Skeletten, die eben ihre Gräber verlassen haben“.
Auf der Südseite der Kirche liegen drei Portale: das mittlere wurde 1288 von Raimondo di Poggio gefertigt, das linke 1302 ebenfalls von ihm, das rechte 1305 von Rainaldo d’Atri, der kurz danach das Hauptportal abschloss.

## Weinbau
In der Gemeinde werden Reben der Sorte Montepulciano für den DOC-Wein Montepulciano d’Abruzzo angebaut.

## Söhne und Töchter der Gemeinde
- Giulio Antonio Acquaviva (ca. 1428–1481), Adliger und Condottiere
- Claudio Acquaviva (1543–1615), fünfter General des Jesuitenordens
- Rodolfo Acquaviva (1550–1583), Seliger der katholischen Kirche; Jesuit und Märtyrer in Indien, Neffe von Claudio Acquaviva
- Gianfranco De Luca (* 1949), katholischer Geistlicher, Bischof von Termoli-Larino
- Giulio Falcone (* 1974), Fußballspieler
- Pasquale Di Sabatino (* 1988), Rennfahrer
- Jacopo Dezi (* 1992), Fußballspieler
- Nicholas Spinelli (* 2001), Motorradrennfahrer

## Ehrenbürger
- Jules Mikhael Al-Jamil (1938–2012), syrisch-katholischer Kurienerzbischof